# Saint-Éloy-les-Mines
Saint-Éloy-les-Mines è un comune francese di 3 882 abitanti situato nel dipartimento del Puy-de-Dôme nella regione dell'Alvernia-Rodano-Alpi.

## Società

### Evoluzione demografica
Abitanti censiti